# Alte Sternwarte (Münster)

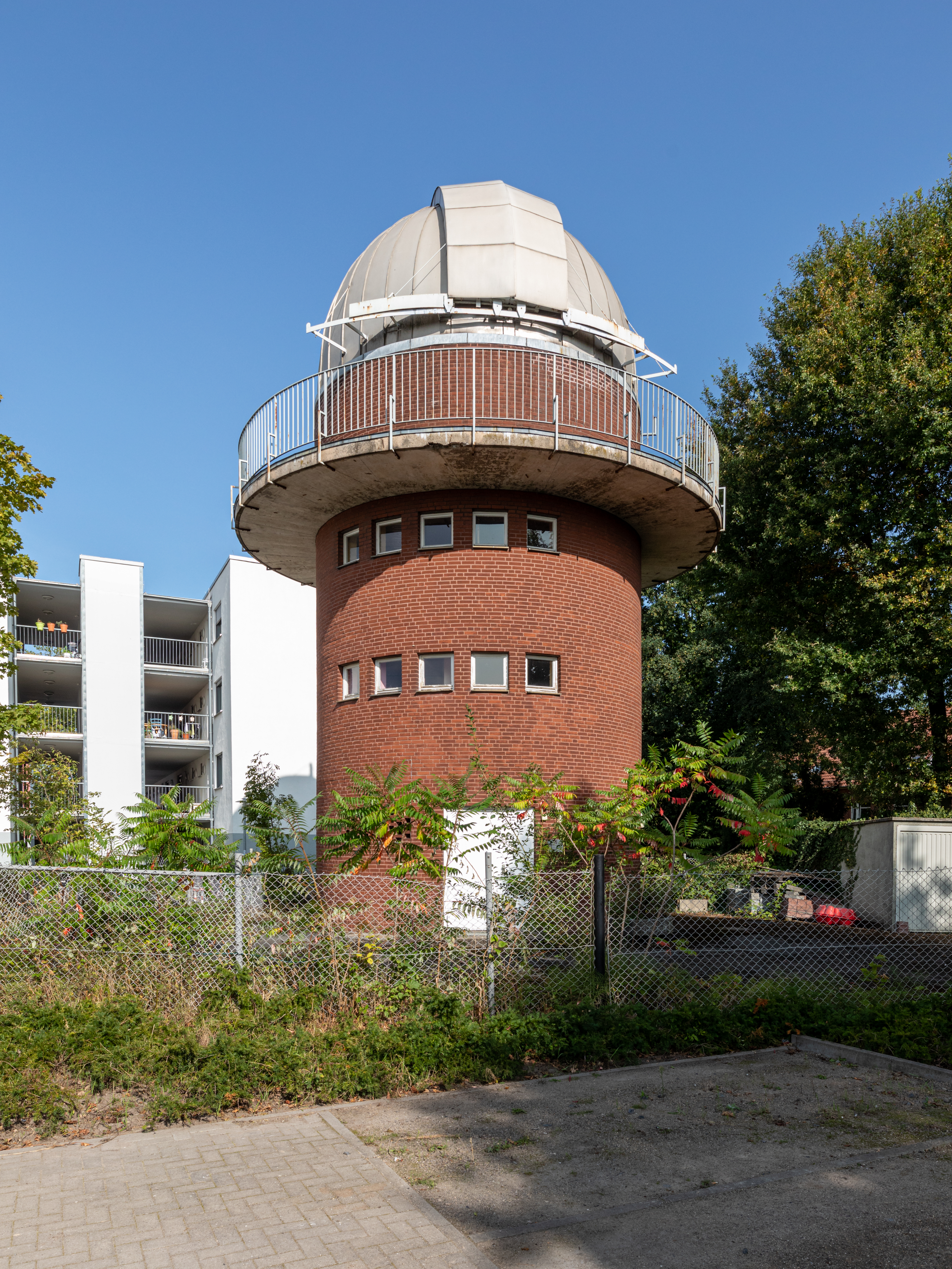
Alte Sternwarte in Münster (2020)

Die Alte Sternwarte der Universität Münster im Münsteraner Stadtteil Gievenbeck bestand von 1968 bis in die 1980er Jahre. Sie wird heute als internationales Gästehaus genutzt.

## Geschichte
Die Sternwarte wurde 1968 außerhalb des Stadtkerns auf dem Horstmarer Landweg 248 errichtet; etwa auch in dieser Zeit wurden die naturwissenschaftlichen Institute der Universität am Coesfelder Kreuz gebaut. Sie sollte zur Ausbildung in Astronomie dienen. 1972 – 1974 wurde in unmittelbarer Nähe durch das Studentenwerk Münster ein Studentenwohnheim fertiggestellt, das aufgrund der entstehenden Verschattung wie auch des nächtlichen Lichteinfalls die Arbeit im Observatorium erschwerte. Anfang der 1980er Jahre wurde die Arbeit endgültig eingestellt. Seit dieser Zeit arbeiten die Astronomen der Universität am Observatorium Hoher List in der Eifel. Anfang der 1990er Jahre wurde das Observatorium zum Wohnheim für Gastwissenschaftler der Universität umgebaut. Im Jahr 2011 wurden das alte Studentenwohnheim abgerissen und durch ein neues Studentenwohnheim ersetzt, wobei Turm und Kuppel erhalten blieben, die seither für Wohnungen genutzt werden.